# Baixa tensão
| Faixa de tensão elétrica (IEC) | CA           | CC         | risco           |
| ------------------------------ | ------------ | ---------- | --------------- |
| Alta tensão                    | > 1000 Vrms  | > 1500 V   | arco elétrico   |
| Baixa tensão                   | 50–1000 Vrms | 120–1500 V | choque elétrico |
| Extra baixa tensão             | < 50 Vrms    | < 120 V    | baixo risco     |

Baixa Tensão é um termo em eletricidade utilizado para identificar as considerações de segurança de sistema de geração, distribuição e utilização de energia elétrica baseado no valor de tensão elétrica utilizado. Apesar das diferentes faixas de tensão utilizadas para definir a baixa tensão, ela é geralmente caracterizada por carregar um risco substancial de choque elétrico, mas um risco menor de arco elétrico no ar.
As definições utilizadas incluem:
- Norma IEC 61643 do Comissão Eletrotécnica Internacional define baixa tensão como qualquer tensão na faixa de 50–1000 V CA ou 120–1500 V CC.
- O National Electrical Code de 2005 dos Estados Unidos define baixa tensão como qualquer tensão abaixo de 600 V (artigo 490.2).
- Norma britânica BS 7671:2008 define baixa tensão como
  - 50–1000 V CA ou 120–1500 V CC, sem ripple, entre condutores;
  - 50–600 V CA ou 120–900 V CC, sem ripple CC, entre condutores e o terra.
- A norma brasileira ABNT NBR 5410:2004 define baixa tensão como qualquer tensão nominal igual ou inferior a 1 000 V em corrente alternada, com freqüências inferiores a 400 Hz, ou a 1 500 V em corrente contínua;